# إيما سلاتر
إيما سلاتر (بالإنجليزية: Emma Slater)‏ هي مصممة رقص بريطانية، ولدت في 25 ديسمبر 1988 في Sutton Coldfield ‏ في المملكة المتحدة.

## وصلات خارجية
- إيما سلاتر على موقع IMDb (الإنجليزية)
- إيما سلاتر على موقع قاعدة بيانات الفيلم (الإنجليزية)
- إيما سلاتر على موقع كينوبويسك (الروسية)

- الموقع الرسمي